# Katholieke Kerk in Mali

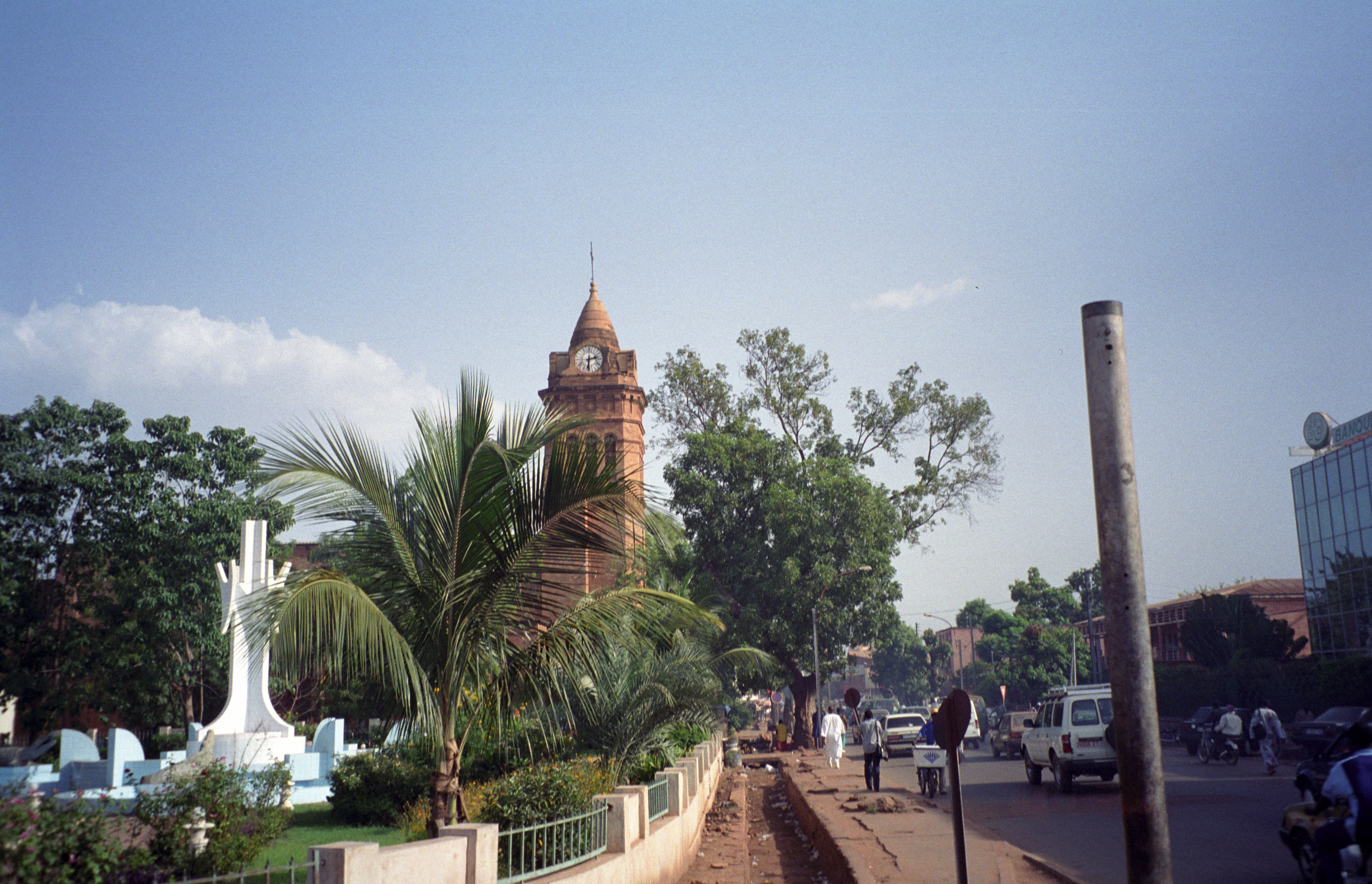
De kathedraal van Bamako

De Katholieke Kerk in Mali is een onderdeel van de wereldwijde Katholieke Kerk, onder het geestelijk leiderschap van de paus en de curie in Rome.
In 2005 waren ongeveer 278.000 (2%) inwoners van Mali katholiek. Mali bestaat uit een enkele kerkprovincie, die is ingedeeld in zes bisdommen, waaronder een aartsbisdommen. De bisschoppen zijn lid van de bisschoppenconferentie van Mali. President van de bisschoppenconferentie is Jean-Baptiste Tiama, bisschop van Sikasso. Verder is men lid van de Conférences Episcopales Régionale de l’Afrique de l’Ouest Francophone en de Symposium des Conférences Episcoaples d’Afrique et de Madagascar.
Een van de bekende bedevaartsoorden in Mali is het Sanctuaire Notre-Dame de Mali dat zich in de stad Kita bevindt in de regio Kayes.
Apostolisch nuntius voor Mali is aartsbisschop Mambé Jean-Sylvain Emien, die tevens nuntius is voor Guinee.

## Geschiedenis

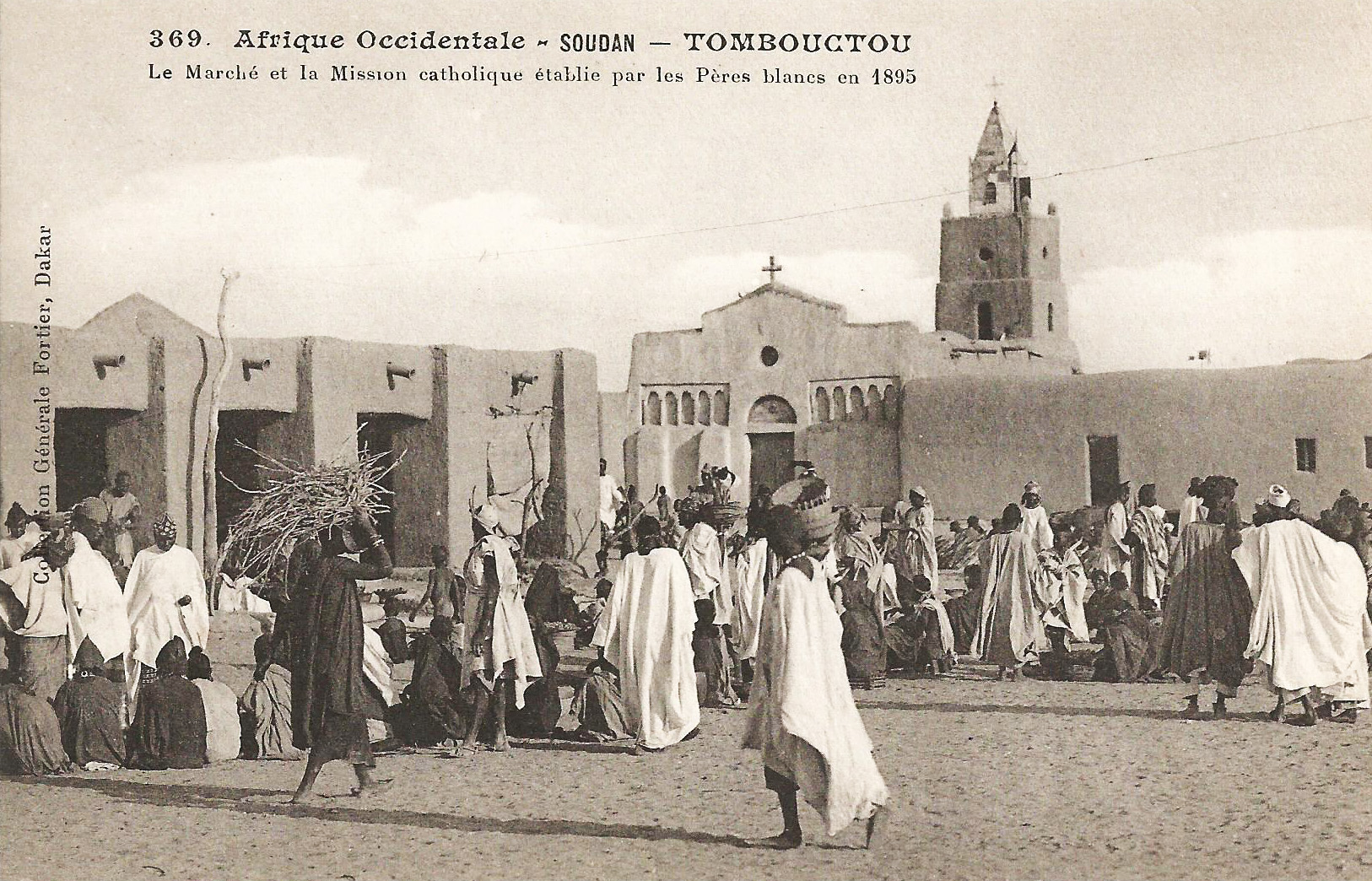
De katholieke missiepost in Timboektoe aan het begin van de 20e eeuw

Pogingen van de witte paters mislukten om vanuit Algiers over de Sahara Timboektoe te bereiken om daar een missiepost te stichten. Witte paters die in 1876 en 1881 met karavanen meereisden werden allen vermoord onderweg. In 1888 stichtten zes paters spiritijnen met hulp van de Franse koloniale overheid vanuit Senegal een eerste missiepost in Kita. Spiritijnen stichtten ook nog missieposten in Kayes en Dinguiray. In 1895 kwam er een eerste missiepost van de witte paters in Ségou en in datzelfde jaar volgde een tweede missiepost in Timboektoe. Nieuwe posten volgden in Kati (1897), Banankourou (1899) en Patyana (Fatyana) (1902). Een eerste klooster van witte zusters werd geopend in Kita in 1897 en later volgden Ségou en Banankourou. 
In 1901 werden de missieposten van de paters spiritijnen overgedragen aan de witte paters. Zij stichtten nieuwe missieposten: Kakoulou (1913), Minankofa (1920), Mandiakuy (1922), Bamako (1923), Faladyè (1929), Gwalala (1934), Wéléssebougou (1936), Karangasso (1936), Béléko (1939) en Gao (1945). Tussen 1946 en 1960 werd de kerkelijke organisatie in het gebied hervormd.
Al voor 1939 werden de eerste inlandse priesters opgeleid. In 1935 kwam er een seminarie in Koumi (Burkina Faso) en in 1958 kwam er een seminarie in Bamako. Prosper Kamara (1936) en François Diallo (1939), witte paters, waren de eerste Malinese priesters. Antoine Diarra, opgeleid in Koumi en later bisschop, was de eerste diocesane priester. Bij de onafhankelijkheid in 1960 waren er tien inlandse priesters.
Na de onafhankelijkheid werden de apostolische prefecturen omgezet in bisdommen: het bisdom Ségou en het bisdom Sikasso in 1962, het bisdom Kayes in 1963, het bisdom San en het bisdom Mopti in 1964. Met de wijding van Luc Auguste Sangaré als aartsbisschop van Bamako in 1962 werd een begin gemaakt met de afrikanisering van de bisschoppen.

## Bisdommen

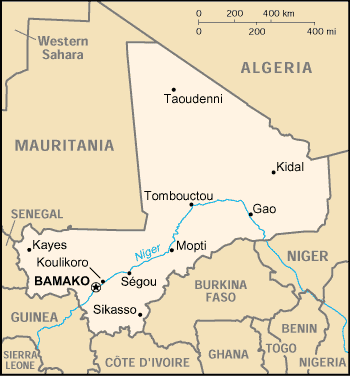
Mali

| - Aartsbisdom - Bisdom |

- Bamako
  - Kayes
  - Mopti
  - San
  - Ségou
  - Sikasso

## Nuntius
- Apostolisch delegaat
  - Aartsbisschop Giovanni Mariani (17 oktober 1973 – 11 januari 1975)
  - Aartsbisschop Luigi Barbarito (5 april 1975 – 10 juni 1978)
  - Aartsbisschop Luigi Dossena (24 oktober 1978 – 3 juni 1980)
- Apostolisch nuntius
  - Aartsbisschop Luigi Dossena (3 juni 1980 – 30 december 1985)
- Apostolisch pro-nuntius
  - Aartsbisschop Pablo Puente Buces (12 mei 1986 – 31 juli 1989)
  - Aartsbisschop Antonio Maria Vegliò (10 oktober 1989 – december 1994)
- Apostolisch nuntius
  - Aartsbisschop Antonio Maria Vegliò (december 1994 – 2 oktober 1997)
  - Aartsbisschop Jean-Paul Aimé Gobel (6 december 1997 – 31 oktober 2001)
  - Aartsbisschop Giuseppe Pinto (5 februari 2002 – 6 december 2007)
  - Aartsbisschop Martin Krebs (8 september 2008 – 8 mei 2013)
  - Aartsbisschop Santo Rocco Gangemi (5 februari 2014 – 25 mei 2018)
  - Aartsbisschop Tymon Tytus Chmielecki (26 maart 2019 – 2 februari 2022)
  - Aartsbisschop Mambé Jean-Sylvain Emien (2 februari 2022 – heden)